# Tessa Wheeler
Pour les articles homonymes, voir Wheeler.
Tessa Verney Wheeler (27 mars 1893 - 15 avril 1936) est une archéologue britannique. Elle est particulièrement active dans la fondation de l'Institut d'archéologie de l'University College de Londres mais meurt prématurément l'année qui précède son ouverture.

## Biographie
Tessa Verney naît en 1893 à Johannesbourg, en Afrique du Sud, fille du médecin John Verney et d'Annie Booth Kilburn, originaire du comté de Durham. Elle a un demi-frère aîné du premier mariage de sa mère. La famille s'installe à Lewisham, en Angleterre avec le troisième mari de sa mère, le chimiste Morgan Davis. Elle est élève à partir de 1905 à la Addey and Stanhope School à Deptford. Son beau-père l'encourage à s'inscrire à l'université, et elle fait des études d'histoire à l'University College de Londres de 1911 à 1914. Elle fait la connaissance de Mortimer Wheeler en 1912 et ils se marient en mai 1914 au bureau d'état-civil de Lambeth. Le couple a un enfant, l'avocat Michael Mortimer Wheeler né en 1915. Durant la Première Guerre mondiale, son mari est instructeur dans le corps d'entraînement des officiers de l'Université de Londres, puis dans d'autres endroits en Écosse et en Angleterre et elle l'accompagne dans ses diverses affectations, jusqu'en 1917, où il est affecté en France.

## Carrière professionnelle
Mortimer Wheeler est nommé conservateur de l'archéologie à Cardiff en 1920 au musée national du pays de Galles qu'il dirige de 1924 à 1926. Elle-même est conservatrice de l'archéologie au musée. Le couple mène des fouilles à Segontium, près de Caernarfon en 1921-1922 et à Y Gaer (en), près de Brecon, en 1924-1925. Tessa Wheeler organise les fouilles, contrôle les finances et enregistre les découvertes, et son mari interprète les résultats. Ce dernier est nommé conservateur du musée de Londres en 1926. Tessa mène seule des fouilles à Caerleon au pays de Galles, au cours de l'hiver 1926-1927.
Elle est nommée maître de conférences au London Museum en 1928 et est élue membre de la Society of Antiquaries de Londres la même année. et membre du Conseil de recherche de la société. 

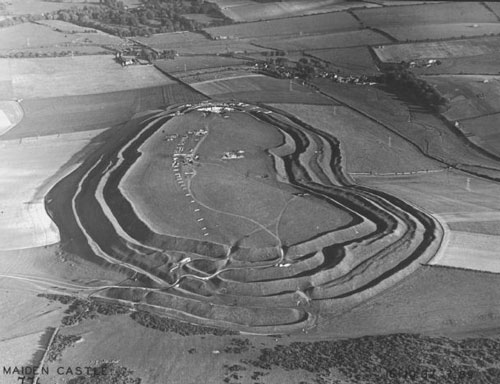
Les fouilles à Maiden Castle en octobre 1937.

Les Wheeler effectuent ensemble de nombreuses fouilles majeures en Angleterre, notamment sur le site de la villa romaine de Lydney Park en 1928-1929, à Verulamium — aujourd'hui St Albans, au nord de Londres — en 1930-1934, fouilles auxquelles participe Kathleen Kenyon, et au fort de la fin de l'âge du fer de Maiden Castle dans le Dorset de 1934 à 1938,. Elle a passé une grande partie de sa première carrière dans l'ombre de son mari, mais leurs travaux sont publiés sous leurs deux noms, et leurs contemporains considéraient « les Wheelers » comme une équipe. Ils signent ensemble les travaux de Caerleon, Lydney et St Albans. Tessa Wheeler est spécialement connue pour l'excavation de mosaïques.
Tessa Wheeler organise à partir de 1934 le démarrage de l'Institut d'archéologie de l'université de Londres, les finances, la logistique et l'hébergement à St. John's Lodge, Regent's Park. L'Institut reçoit ses premiers étudiants l'année qui suit sa mort, en 1937. Une plaque commémorative est apposée à l'Institut d'archéologie de l'University College de Londres en 1937.
Elle subit une opération bénigne au début de 1936, puis meurt prématurément, à 43 ans d'une embolie pulmonaire au National Temperance Hospital de Londres, le 15 avril 1936. Elle est incinérée au crématorium de Golders Green.

## Publications
- (en) The Caerleon Amphitheatre : A summary, Londres, Bedford Press, 1928, 32 p.
- (en) Mortimer Wheeler et Tessa Wheeler, The Roman amphitheatre at Caerleon, Monmouthshire : An original article from the Archaeologia journal, 1928., Oxford, The Society of Antiquaries, coll. « Archaeologia » (no 78), 1928
- (en) Mortimer Wheeler et Tessa Wheeler, Report on the Excavation of the Prehistoric, Roman, and post-Roman Site in Lydney Park, Gloucestershire, Oxford, University Press, coll. « Reports of the Research Committee of the Society of Antiquaries of London » (no IX), 1932 (lire en ligne)
- (en) Mortimer Wheeler et Tessa Wheeler, Verulamium - a Belgic and two Roman cities, Oxford, University Press, coll. « Reports of the Research Committee of the Society of Antiquaries of London » (no XI), 1936 (lire en ligne)